# پیتر یارو
پیتر یارو (انگلیسی: Peter Yarrow؛ ۳۱ مهٔ ۱۹۳۸ – ۷ ژانویهٔ ۲۰۲۵) موسیقی‌دان اهل ایالات متحده آمریکا بود. وی از دههٔ  ۱۹۵۰ میلادی تا سال ۲۰۲۴ مشغول فعالیت بوده‌است.